# 影作木结构
影作木结构，即影作木结构建筑，指中国墓葬墙壁上绘出的用于表现实际建筑的梁、柱等构件。影作木结构建筑与壁画中出现的建筑不同，影作木结构建筑的柱间绘有属吏、女侍和列戟等，使墓室居室化。影作木结构在唐高宗、武则天时比较普遍。唐玄宗天宝年间至唐顺宗时代，影作木结构建筑渐被淘汰。